# Championnat de France de rink hockey de Nationale 2 2013-2014
Navigation
Nationale 2 2012-2013 Nationale 2 2014-2015
L'édition 2013-2014 du championnat de France de rink hockey de Nationale 2 s'est jouée du 19 octobre 2013 au 10 mai 2014. Le HC Quévert en est le tenant en titre. Ce club possédant déjà une équipe dans la division supérieure, l'équipe n'a pas pu accéder au championnat de Nationale 1. Elle est donc en mesure de défendre son titre.
La fin de la saison vit l'AL Plonéour-Lanvern être nouveau détenteur du titre de champion de Nationale 2. Le club peut ainsi retrouver la Nationale 1 trois années après l'avoir quittée. Biarritz vainqueur de la poule Sud obtient également le droit de jouer en Nationale 1 seulement une saison après avoir été reléguée.
Dans le bas du classement, les clubs de Gleizé et de Nantes LPR sont relégués en Nationale 3. La sanction est plus lourde pour le club nantais car ce dernier disparaît pour fusionner avec un autre club de la ville, le Nantes ARH.

## Clubs engagés pour la saison 2013-2014
| \| Quévert Tourcoing St-Brieuc Plonéour Villejuif Créhen Fontenay Noisy-le-Grand Ploufragan \| Localisation des clubs engagés dans la poule Nord du championnat. |
| Quévert Tourcoing St-Brieuc Plonéour Villejuif Créhen Fontenay Noisy-le-Grand Ploufragan                                                                         |

Le règlement prévoit que les équipes ayant terminé de la troisième place à la huitième place du championnat de Nationale 2 2012-2013, les deux perdants des matchs de barrage et les quatre premières équipes des finales du championnat de France de Nationale 3 participent à la compétition.
Les deux dernières équipes de chaque poule sont reléguées en Nationale 3.
| Club                | Classement 2012-2013 | Entraîneur                      | Salle(s)                             |
| ------------------- | -------------------- | ------------------------------- | ------------------------------------ |
| HC Quévert          | 1er Nord             | Michel Renouvel                 | Salle Omnisports de Dinan            |
| AL Plonéour-Lanvern | 3e Nord              | Duarte Manuel Neto Delgado      | Salle Omnisports de Plonéour-Lanvern |
| US Villejuif        | 4e Nord              | Pierre Laurent                  | Gymnase Paul Langevin                |
| SHC Fontenay        | 5e Nord              | Bruno Ternois Jean-Marc Gicquel | Gymnase Léo Lagrange                 |
| HCF Tourcoing       | 6e Nord              | Clément Lepers                  | Complexe Léo Lagrange                |
| PA Créhen           | 7e Nord              | Rafaël Oliveira                 |                                      |
| RAC Saint-Brieuc    | 8e Nord              | Jean-Pierre Rault               | Salle André Pelé                     |
| SPRS Ploufragan     | 4e de Nationale 3    |                                 | Salle Glenan                         |
| CS Noisy-le-Grand   | 5e de Nationale 3    |                                 | Gymnase des Yvris                    |

| \| Gleizé Biarritz Nantes ARH Vaulx-en-Velin ASTA Nantes Nantes LPR Pacé Saint-Sébastien Aix-les-Bains Lyon \| Localisation des clubs engagés dans la poule Sud du championnat. |
| Gleizé Biarritz Nantes ARH Vaulx-en-Velin ASTA Nantes Nantes LPR Pacé Saint-Sébastien Aix-les-Bains Lyon                                                                        |

| Club               | Classement 2012-2013 | Entraîneur       | Salle(s)                              |
| ------------------ | -------------------- | ---------------- | ------------------------------------- |
| RH Gleizé          | 11e Nationale 1      |                  | Palais des sports de Villefranche     |
| Biarritz OL        | 12e Nationale 1      | Manuel Fernandez | Salle du Bouzet                       |
| Nantes ARH         | 2e Sud               | Cédrik Cayol     | Salle du Croissant                    |
| ROC Vaulx-en-Velin | 3e Sud               |                  | Gymnase Ambroise Croizat              |
| ASTA Nantes        | 4e Sud               | Didier Darrouzès | Salle du Croissant                    |
| Nantes LPR         | 5e Sud               |                  | Salle de Longchamp                    |
| CO Pacé            | 6e Sud               | Vincent Couve    | Salle Louison Bobet                   |
| AL Saint-Sébastien | 8e Sud               | Jérôme Moriceau  | Gymnase de l'Ouche Quinet             |
| HR Aix-les-Bains   | 9e Sud               | Bruno Fananas    |                                       |
| RHC Lyon           | 3e de Nationale 3    |                  | Halle de roller-skating de la Duchère |

## Saison régulière

### Résumés des rencontres par journée
1re journée
Quévert, tenant du titre, ne se laisse pas surprendre face à Villejuif. Valentin Hervé ouvre le score dès la deuxième minute et condamne les Parisiens en inscrivant quatre autres buts. Après avoir manqué de peu la montée en Nationale 1, les Bretons de Plonéour, eux non plus de se font pas surprendre, en faisant l'écart dès la première mi-temps,. Inspiré par l'invincibilité de ces deux équipes bretonnes, le derby costarmoricain entre Créhen et Saint-Brieuc se termine sur un partage des points. Résultat satisfaisant pour Créhen dont le gardien affirme qu'« on a terminé la rencontre sur un résultat nul mais, pour nous, c'est prometteur ». Tandis que Ploufragan est exempté de jouer, Noisy-le-Grand et Tourcoing se sont affrontés dans l'ultime rencontre de la journée de la poule Nord. Noisy bien que menant de trois buts à la pause, n'arrive pas à maîtrise la rencontre, si bien que l'arbitre siffle la fin du match alors que l'écart a été réduit à un but.
2e journée
En affirmant que « ce sera une deuxième journée de championnat difficile car nous allons affronter une équipe forte et résistante », Duarte Delgado ne se trompe pas. Après avoir été mené à la rentrée au vestiaire, Plonéour ne peut décrocher qu'un match nul face à Tourcoing ce qui leur laisse des regrets. Fontenay plus solide que les jeunes joueurs de Créhen parvient à remporter la victoire en maîtrisant mieux sa fin de match. À Saint Brieuc, la rencontre opposant les deux équipes-réserves des poids lourds de la Nationale 1 se conclut sur une égalité alors que le score était favorable à Quévert, de six buts à huit minutes de la fin du match. Pour conclure, cette journée Villejuif et Ploufragan ne parviennent pas non plus à se départager.
3e journée
Tourcoing ne jouant pas, ses joueurs ont pu admirer les trois derbys de la troisième journée. Le match très indécis à Ploufragan a finalement tourné à l'avantage de Saint-Brieuc grâce à un doublé de Nicolas Beaudic. Toujours en Bretagne le second derby voit le déplacement de Plonéour à Créhen. La méfiance des visiteurs ne dure que la première mi-temps, puis s'estompe lorsque Plonéour parvient à se libérer. Noisy reçoit son voisin Villejuif qui s'impose sans forcer avec un avantage de quatre buts. La dernière rencontre voit les Parisiens de Fontenay être accueilli à Quévert. Malgré une mauvaise entame de match, les visiteurs maintiennent l'écart sur la fin de match.
4e journée
La rencontre entre les deux leaders de la poule est l'affiche de la journée. Plonéour en remportant le match satisfait son président : « je suis très content du résultat. À présent, il va falloir assumer la première place du championnat et la conserver ». Le RAC Saint-Brieuc en remportant son premier match à domicile face aux Noiséens, s'emparent quant à eux de la troisième du classement. Malgré avoir réalisé une bonne première période en terre Tourquennoise, Créhen repart sans le moindre point en raison d'un manque de discipline de ses joueurs. La réussite est également du côté des locaux entre le match opposant Ploufragan à Fontenay. Ce dernier maîtrise le match dès la première mi-temps, avant que Ploufragan réussissent à équilibrer la rencontre en seconde période.
Les Bretilliens, troisième, reçoivent l'ASTA Nantes qui a raté son début de championnat. Même si la coupure, sans match, a perturbé la préparation de Pacé, les joueurs réussissent à atteindre l'objectif fixé par leur entraîneur, en ouvrant la marque dès le début du match,.
5e journée
En déplacement à Créhen, Quévert est cueilli à froid dès la première minute de jeu par un très jeune Kévin Bedfert. Mais rien n'à faire pour les locaux, les visiteurs avec notamment un triplé de Ronan Ricaille, s'empare de la victoire. Les Finistériens de Saint-Brieuc se rendent à Plonéour. Le nouveau leader du championnat confirme sa position grâce à ses buteurs portugais, Jorge Faria et Duarte Delgado, auteur tous les deux d'un doublé. Très rapidement mené au score par Fontenay, Noisy parvient à rattraper son retard en deuxième période par un but de Tatiana Malard. Malheureusement cette dernière commet, quelques instants plus tard, une erreur redonnant l'avantage à Fontenay et qui le gardera jusqu'à la fin du match. Villejuif maîtrise parfaitement le débat sur les terres tourquenaises, en s'imposant sur le score de 4 à 7.
Nantes LPR accueille le second du championnat, Pacé. Ces derniers, même s'ils ne sont pas aussi tranchant que lors de la journée précédente parviennent à l'emporter, de nouveau, face à une équipe Nantaise.
6e journée
Plonéour connaît quelques difficultés à mettre en œuvre ses buteurs, mais dès que ces derniers sont en place, la défense noiséenne ne résiste pas. Thomas Le Berre, Jorge Faria et Duarte Delgado sont tous les trois auteurs d'un quadruplé, face à une équipe adverse féminisée. À Saint-Brieuc, Villejuif ne se laisse pas déconcentrer malgré les difficultés rencontrées sur la route. Le but de Sébastien Poher dans la dernière minute délivre Villejuif du partage des points. Moins de suspens à Quévert où les locaux s'imposent face à Tourcoing qui a trouvé le chemin de but en seconde mi-temps. Les joueurs de Créhen et de Ploufragan peu inspirés, ont trouvé l'inspiration au retour des vestiaires. Le coaching créhennais plus efficace permet de décrocher une victoire. L'entraineur satisfait déclare qu'« ils ont bien travaillé et c'est une juste récompense ».
Les Bretilliens qui se déplacent à Aix-les-Bains, confirme lors de cette rencontre la mauvaise prestation de la journée précédente. Aix-les-Bains profite des erreurs défensives pour obtenir une égalité. Les Nantais sont également en déplacement en Rhône-Alpes, à Vaulx-en-Velin. Ils se sont très rapidement détachés au score, ce qui permet d'obtenir la victoire malgré un relâchement en fin de match, et par conséquent de revenir à égalité de points avec Pacé.
7e journée
Le manque d’assiduité des joueurs de Créhen aux entrainements se retranscrit sur le terrain de Noisy. Menés très rapidement, ils ont manqué de réalisme avant de s'incliner lourdement juste avant la trêve hivernale. La lanterne rouge Ploufragan reçoit Quévert. Malgré être parvenu à tenir la tête à Quévert en première mi-temps, le gardien local Fabien Picquet, ne réussit pas à repousser toutes les offensives en seconde. Le manque de cohésion des joueurs de Tourcoing les ont privés d'une victoire à domicile face à Saint-Brieuc. Villejuif se fait surprendre à domicile par Fontenay qui remporte le match sur le plus petit des écarts. Plonéour exempté de rencontre de championnat, a tout de même tenu à jouer un match pour se maintenir en forme face à Ergué.
En déplacement à Gleizé, Pacé parvient à maîtrise le piège du match précédent les fêtes de fin d'année. Le club Bretillien impose sa domination en deuxième mi-temps, afin de rester à la seconde place du classement.
8e journée
Le match opposant Plonéour à Villejuif est capital pour désigner l'équipe qui sera en tête à la fin de la phase aller du championnat. Le leader Plonéour n'a pas tremblé face au troisième de Villejuif, en leur infligeant un terrible 10-0. Le match entre Noisy et Quévert voit s'opposer les deux buteurs Heddy Malouche et Valentin Hervé. Ce dernier remporte son duel en inscrivant cinq contre trois pour le Noiséen. Il en profite pour montrer la voie à son équipe en s'imposant sur ses terres, pour leur dernier match aller. La rencontre entre Fontenay et Saint-Brieuc est indécise jusqu'à la mi-temps. Mais, le quadruplé de Marcel Nolla permet à Fontenay de vaincre les Bigoudens. La rencontre entre Ploufragan et Tourcoing est un véritable chassé-croisé : chacune des équipes prend l'avantage, mais sans jamais se laissée distancer. Au coup de sifflet final, c'est Tourcoing menant qui remporte la rencontre à suspens.
Pacé se méfie du promu de Lyon, qui a battu le troisième, Nantes ARH, lors de la journée précédente. Malgré un match difficile pour Pacé, ce dernier profite de l'indiscipline Lyonnaise et termine en tête au coup de sifflet final,.
9e journée
Pour cette dernière journée de la phase aller, Plonéour, le leader invaincu reçoit avec méfiance Saint-Brieuc quatrième au classement. Bien que mené au score, Plonéour parvient à creuser un écart important avant le retour au vestiaire. Mais au retour, les Bigoudens s'emparent de la balle et remonte le score, sans toutefois rattraper les costarmoricains. Plus de facilité du côté de Villejuif, qui s'impose tranquillement face à Créhen qui manque d'agressivité en attaque. Malgré l'absence de Demandier, les Tourquennois réussissent à appliquer les séquences travaillées à l'entrainement ce qui leur a permis de remporter la rencontre face à Fontenay. Dans le bas du classement, Ploufragan obtient une précieuse victoire sur les terres de Noisy.
Le match phare de la journée est la rencontre entre le deuxième, Pacé, et le troisième, Nantes ARH dont le vainqueur prendra une option sur la seconde place au classement. Bien qu'avantagé par la texture de leur terrain, les Nantais restent à distance du but Bretillien. Ces derniers remportent une précieuse victoire juste avant de rencontrer le leader.
10e journée
Pour le premier match retour, Plonéour reçoit Tourcoing, seule équipe qu'elle n'a pas réussi à battre. Le président de Plonéour, Jean-François Le Goff, annonce que « cela va être un match très dur » face à l'équipe classée septième du championnat. Même si le joueur-entraineur parvient à ouvrir le score en seulement six secondes, le match reste indécis jusqu'au coup de sifflet final de l'arbitre libérateur pour les locaux,. L'équipe de Quévert et celle de Saint-Brieuc s'oppose dans une rencontre tout aussi indécise. Bien que Quévert mène avec une avance confortable, le triplé d'Alexandre Vankalmelbecke permet à Saint-Brieuc de rentrer avec le point de l'égalité. À Ploufragan, Villejuif maîtrise parfaitement une situation délicate et parvient à arracher les trois points de la victoire face à une équipe Ploufraganaise très déçue. Créhen monte en puissance et parvient à domicile à faire chuter Fontenay, le troisième du classement.
11e journée
Malgré la progression de Créhen lors des dernières journées, Plonéour s'impose facilement devant un public venu en nombre,. À Villejuif, le suspens ne dure qu'une minute. Dylan Morvany lance les hostilités face à Noisy qui se voit obligé de s'incliner face à plus fort que lui. Fontenay qui croie être bien parti pour l'emporter face à Quévert, voit à son désespoir Quévert le rattrapé au score. Les deux équipes se séparent sur une égalité qui laisse encore plus de l'avance à Plonéour, seul en tête du championnat. Le promu Ploufragan se ressaisit à Saint-Brieuc, en lui tenant tête dans un match qui aurait pu lui échapper, car le club des Bigoudens ne réussit pas à faire un écart important.
Villejuif, quatrième, se déplace en Bretagne dans l'intention de faire tomber le second du classement, Pacé, bousculé lors de la journée précédente. Leur défense en zone, bien que perturbant les locaux ne permet pas à Villejuif de décrocher la victoire.
12e journée
Bien qu'ayant ouvert le score dès la première minute, Créhen ne parvient pas à dominer Tourcoing. Pis, Mickaël Callewaert, le gardien local se blesse et laisse ses coéquipiers s'incliner. Inquiet Duarte Delgado explique que « nous entrons à présent dans une phase finale de championnat très difficile avec quatre matchs à l'extérieur sur les six restant à jouer ». Mais Plonéour en pleine réussite parvient à vaincre Quévert qui a cru tenir la victoire, mais a perdu tous ces espoirs en encaissant cinq buts en cinq minutes. Fort de sa victoire la journée précédente, Ploufragan s'attendait à mieux en recevant Fontenay. Mais le manque de vigilance des Bretons en fin de match les conduits à concéder un point à Fontenay. Noisy parvient à surprendre le club visiteur de Saint-Brieuc, et engrange ainsi trois points qui leur sera probablement important en fin de saison.
La douzième journée connaît deux importantes surprises. La première surprise vient également des locataires de la salle du Croissant, l'ASTA Nantes qui reçoit Pacé. L'entraineur-visiteur annonce en parlant des Nantais que « c'est une équipe en recherche de points, il faut toujours se méfier ». Pacé commet de nombreuses erreurs défensives, ce qui permet à l'ASTA de décrocher trois importants points dans la lutte au maintien. La seconde vient de Biarritz.
13e journée
Plonéour joue contre Ploufragan. Jean-François Le Goff confie que « tout peut arriver, c'est une équipe à surprise ». Mais, c'est une erreur d'analyse du président de Plonéour, qui tente de se montrer prudent à l'approche du titre qui semble acquis. Plonéour s'impose facilement sur le score de 8 à 1. Lors du match entre Fontenay et Noisy, les joueurs marquent chacun leur tour : huit buts pour huit joueurs différents, mais dont l'essentiel faisant partie de l'effectif de Fontenay, au grand malheur de Noisy. Quévert, à domicile, ne laisse aucune chance à Créhen qui ne parvient à marquer que dans les trente dernières secondes des deux mi-temps. En revanche, Villejuif et Tourcoing ne réussissent pas à désigner un vainqueur malgré la réussite devant le but du visiteur Tourquennois, François Renard.
Mauvaise période pour Pacé dont le club de Nantes LPR, bon dernier, parvient à mettre en difficulté sur le terrain Breton. Le club local réussi à rattraper l'avance concédée aux Nantais en marquant cinq fois avant la fin de match,.
14e journée
La surprise de cette journée vient de la défaite de Quévert, second du championnat, qui se déplace à Tourcoing. Les joueurs Bretons concèdent qu'ils n'ont « pas su gérer la fin de match ». Ceci est conforté par Clément Lepers qui félicite « les joueurs pour leur fin de match tonitruante ». La rencontre opposant les mal-classés de Ploufragan et de Créhen se termine sur la victoire de Ploufragan. Les jeunes de Créhen, sans entraineur, ne réussissent pas à rattraper la mauvaise entame de partie. Plonéour a l'occasion en remportant le match à Noisy de s'emparer du titre à quatre journées de la fin du championnat,. Les Bretons n'ont pas laissé échapper cette occasion en s'imposant, sans la moindre opposition de Noisy. Concernant la quatrième rencontre, Saint-Brieuc ne parvient pas à ramener de point de Villejuif. Les locaux parviennent à remporter le match d'un simple but.
À Aix-les-Bains, les déboires continuent pour Pacé qui souhaitait se relancer pour la course au barrage. Les Aixois, beaucoup plus volontaires, s'emparent des trois points et font tomber Pacé de sa seconde place.
15e journée
Pacé reçoit Gleizé qui est en quête de points pour s'éloigner de la zone de relégation. Dans un match très disputé, Gleizé profite de quelques erreurs des locaux mais ne parvient pas à décrocher la victoire.
16e journée
À une journée du duel entre Pacé et Nantes ARH, qui désignera le barragiste de la Nationale 2, aucun de ces deux clubs n'a failli. Pacé en déplacement à Lyon l'emporte de justesse, en effet Lyon égalise à trois reprises sans pour autant prendre la tête.
17e journée
Dans le bas du classement, la rencontre opposant Ploufragan et Noisy est essentiel pour déterminer le devenir des deux clubs en Nationale 2 la saison prochaine. Ploufragan poursuit sur sa lancée des journées précédentes et s'impose, pour son dernier match, sur un score un peu sévère selon Nicolas Carré. Pour son ultime match à domicile, Plonéour affronte Saint-Brieuc sixième au classement. L'équipe local en a profité pour faire tourner son effectif, ce qui l'a légèrement perturbé mais pas empêcher de remporter le match. Le match très équilibré entre Créhen et Villejuif tourne finalement à l'avantage de Villejuif grâce à un doublé d'Antoine Durrmann. Fontenay qui reçoit Tourcoing se voit contraint de concéder le match de l'égalité face aux Nordistes qui parviennent à tenir en échec les Parisiens.
L'affiche de la journée est le match voyant s'opposer Nantes ARH et Pacé. Les Bretilliens font de nombreuses erreurs défensives face à un groupe Nantais dont le niveau des joueurs est homogène. En remportant le match, Nantes s'assure de la possibilité de monter en Nationale 1, en cas de victoire lors des barrages.
18e journée
Dans le Nord, Tourcoing condamne Noisy à la relégation. Privé de Mickaël Mendès, Tourcoing met du temps avant de plier la rencontre. Malgré leur défaite à Saint-Brieuc sur le score de 7 à 3, Créhen termine la saison avec un point d'avance sur Noisy ce qui leur permet de rester en Nationale 2 la saison prochaine. Le champion incontestable et incontesté de la saison finit son championnat à Fontenay, par une courte victoire dans un match relativement serré. La dernière rencontre doit voir le vainqueur finir à la seconde place et le perdant compléter le podium. Quévert, tenant du titre, parvient à obtenir le partage des points synonyme pour l'équipe d'une deuxième place dans le classement final de la poule Nord.
Pacé dont la troisième place est désormais définitive, « ne veut pas se faire battre à domicile par Saint-Sébastien ! ». Les Bretilliens, jouant pour la dernière fois dans cette salle, l'emportent dans un match très serré. L'entraineur de Saint-Sébatien, Franck Belliard commente que « ce soir, on a manqué d'expérience. [...] On a fait une bonne saison. ».

### Tableau synthétique des résultats
| Résultats (dom.\ext.)                                      | PAC  | SHC | CSN  | ALPL | SPRS | HCQ | RAC | HCF | USV  |
| PA Créhen                                                  |      | 4-3 | 5-3  | 3-9  | 5-3  | 2-7 | 7-7 | 4-7 | 0-2  |
| SHC Fontenay                                               | 4-2  |     | 7-1  | 1-3  | 5-2  | 2-2 | 6-1 | 6-6 | 2-1  |
| CS Noisy-le-Grand                                          | 9-2  | 2-3 |      | 2-13 | 3-6  | 3-6 | 6-5 | 7-6 | 0-4  |
| AL Plonéour-Lanvern                                        | 9-4  | 5-2 | 14-1 |      | 8-1  | 3-1 | 9-5 | 5-4 | 10-0 |
| SPRS Ploufragan                                            | 9-5  | 5-5 | 7-3  | 2-4  |      | 1-8 | 4-5 | 4-5 | 3-4  |
| HC Quévert                                                 | 14-2 | 9-6 | 8-6  | 4-5  | 6-8  |     | 6-6 | 9-5 | 10-4 |
| RAC Saint-Brieuc                                           | 7-3  | 6-5 | 9-5  | 4-6  | 3-5  | 6-6 |     | 8-6 | 1-2  |
| HCF Tourcoing                                              | 11-6 | 6-4 | 6-0  | 4-4  | 8-7  | 6-5 | 5-7 |     | 4-7  |
| US Villejuif                                               | 5-1  | 2-3 | 6-0  | 1-2  | 4-4  | 6-6 | 6-5 | 5-5 |      |
| - Victoire à domicile - Match nul - Victoire à l'extérieur |      |     |      |      |      |     |     |     |      |

| Résultats (dom.\ext.)                                      | HRAB | BOL  | RHG | NARH | ASTA | NLPR | RHCL | COP | ALSS | ROC |
| HR Aix-les-Bains                                           |      | 5-10 | 5-3 | 3-3  | 4-3  | 7-4  | 7-3  | 5-3 | 3-4  | 6-3 |
| Biarritz OL                                                | 8-6  |      | 9-5 | 7-7  | 7-4  | 10-3 | 7-2  | 6-4 | 8-2  | 3-5 |
| RH Gleizé                                                  | 4-3  | 3-7  |     | 2-3  | 5-2  | 6-1  | 2-3  | 1-4 | 7-1  | 3-0 |
| Nantes ARH                                                 | 9-0  | 5-6  | 6-5 |      | 8-2  | 10-3 | 6-2  | 3-4 | 6-2  | 3-6 |
| ASTA Nantes                                                | 7-5  | 1-7  | 8-3 | 3-7  |      | 6-5  | 6-8  | 8-6 | 5-4  | 3-6 |
| Nantes LPR                                                 | 6-9  | 0-11 | 7-3 | 1-8  | 5-5  |      | 3-3  | 4-7 | 4-5  | 1-5 |
| RHC Lyon                                                   | 3-5  | 5-2  | 6-6 | 3-3  | 9-2  | 7-3  |      | 3-4 | 2-5  | 4-6 |
| CO Pacé                                                    | 5-5  | 5-6  | 3-2 | 5-7  | 12-1 | 6-3  | 8-5  |     | 6-5  | 3-1 |
| AL Saint-Sébastien                                         | 4-8  | 2-5  | 6-3 | 4-5  | 10-6 | 6-4  | 5-2  | 2-5 |      | 4-2 |
| ROC Vaulx-en-Velin                                         | 4-4  | 4-5  | 7-3 | 4-6  | 9-3  | 4-3  | 8-2  | 3-7 | 3-5  |     |
| - Victoire à domicile - Match nul - Victoire à l'extérieur |      |      |     |      |      |      |      |     |      |     |

### Classement de la saison régulière
| Rang | Équipe                | Pts | J  | G  | N | P  | Bp  | Bc  | Diff |
| ---- | --------------------- | --- | -- | -- | - | -- | --- | --- | ---- |
| 1    | AL Plonéour-Lanvern   | 46  | 16 | 15 | 1 | 0  | 109 | 39  | +70  |
| 2    | HC Quévert (T)        | 28  | 16 | 8  | 4 | 4  | 107 | 71  | +36  |
| 3    | US Villejuif          | 27  | 16 | 8  | 3 | 3  | 59  | 56  | +3   |
| 4    | SHC Fontenay          | 24  | 16 | 7  | 3 | 6  | 64  | 57  | +7   |
| 5    | HCF Tourcoing         | 24  | 16 | 7  | 3 | 6  | 94  | 88  | +6   |
| 6    | RAC Saint-Brieuc      | 21  | 16 | 6  | 3 | 7  | 85  | 87  | -2   |
| 7    | SPRS Ploufragan (P)   | 17  | 16 | 5  | 2 | 9  | 71  | 81  | -10  |
| 8    | PA Créhen             | 10  | 16 | 3  | 1 | 12 | 55  | 109 | -54  |
| 9    | CS Noisy-le-Grand (P) | 9   | 16 | 3  | 0 | 13 | 51  | 107 | -56  |

|     | Qualification en Nationale 1 |
|     | Relégation en Nationale 3    |
| (T) | Tenant du titre              |
| (P) | Promu ou repéché             |
| (R) | Relégué de Nationale 1       |

| Rang | Équipe             | Pts | J  | G  | N | P  | Bp  | Bc  | Diff |
| ---- | ------------------ | --- | -- | -- | - | -- | --- | --- | ---- |
| 1    | Biarritz OL (R)    | 46  | 18 | 15 | 1 | 2  | 124 | 68  | +56  |
| 2    | Nantes ARH         | 42  | 18 | 13 | 3 | 2  | 108 | 59  | +49  |
| 3    | CO Pacé            | 37  | 18 | 12 | 1 | 5  | 97  | 70  | +27  |
| 4    | HR Aix-les-Bains   | 30  | 18 | 9  | 3 | 6  | 90  | 86  | +4   |
| 5    | AL Saint-Sébastien | 27  | 18 | 9  | 0 | 9  | 76  | 84  | -8   |
| 6    | ROC Vaulx-en-Velin | 25  | 18 | 8  | 1 | 9  | 77  | 84  | -7   |
| 7    | RHC Lyon (P)       | 18  | 18 | 5  | 3 | 10 | 72  | 88  | -16  |
| 8    | ASTA Nantes        | 16  | 18 | 5  | 1 | 12 | 66  | 81  | -15  |
| 9    | RH Gleizé (R)      | 16  | 18 | 5  | 1 | 12 | 75  | 120 | -45  |
| 10   | Nantes LPR         | 5   | 18 | 1  | 2 | 15 | 60  | 118 | -58  |

## Tournois déterminant l'accès à la N2

### Finales de Nationale 3
Cette compétition réunit l'ensemble des vainqueurs de chaque poule de Nationale 3 afin de désigner l'équipe championne de France de Nationale 3.
À l'issue de ce tournoi, l'équipe de la Roche-sur-Yon est déclarée vainqueur devant Saint-Omer. Coutras, le club hôte, complète le podium. Seynod s'adjuge, devant Plonéour-Lanvern, la quatrième et dernière place synonyme de montée en Nationale 2.
À la suite du refus de la Roche-sur-Yon et de Coutras, qui sont des équipes réserves, l'équipe de Plonéour parvint à obtenir son billet pour la Nationale 2. 

### Tournoi d'accession N2-N3
À la suite des finales de Nationale 3 et en raison du refus d'accéder à la Nationale 2 du club champion de France N3, LV La Roche-sur-Yon, et du troisième, US Coutras, et aussi en raison du désistement de l'équipe réserve du RHC Lyon, un tournoi d’accession est organisé. Ce tournoi qui s'est disputé à Villejuif le 28 juin 2014, a vu se qualifier les clubs de Noisy-le-Grand et du Poiré aux dépens de Gleizé,.
Le club de Noisy est sorti grand vainqueur de ce tournoi. Le club a bénéficié de l'avantage de la localisation du match en effet c'est le club voisin de Villejuif qui a été désigné pour recevoir la compétition. L'équipe de Nationale 2 de Noisy étant une équipe-réserve, elle a pu recevoir le renfort de trois joueurs : deux joueurs de champs évoluant en Nationale 1 - Élite, et une gardienne évoluant en Nationale 1 féminin. Les deux joueurs ont été décisifs sur les deux matchs puisqu'à eux deux, ils marquent neuf des onze buts inscrits par l'équipe et permet ainsi au club de conserver son équipe réserve dans le championnat de Nationale 2.
Le Poiré Roller tient sa seconde place grâce à son unique buteur Florian Bouchet. Ce joueur qui évoluait en Nationale 1 la saison dernière, est revenu au Poiré après neuf saisons passées à la Roche-sur-Yon et inscrit à lui seul les cinq buts du Poiré.
Gleizé défait dès son premier match n'a pas réussi à récupérer avant de jouer son second match face au Poiré-sur-Vie. Le club perd ce dernier match sur le plus petit des écarts et perd ainsi l'espoir de continuer à évoluer en Nationale 2. L'équipe connaît sa deuxième descente consécutive : elle est passée en deux ans de la Nationale 1 à la Nationale 3.

### Barrage N1-N2
Le premier tour des barrages qui devait se voir opposer les deux équipes ayant terminé à la seconde place de la poule Sud et de la poule Nord de Nationale 2 n'a pas eu lieu. L'équipe de Quévert qui s'est qualifiée pour les barrages, est une équipe réserve d'un club évoluant déjà en première division. Un club n'ayant pas l'autorisation d'avoir deux équipes en Nationale 1, le Nantes ARH se qualifie pour le second tour sans disputer le premier tour.
Bien qu'abordant le premier match à Ploufragan, après une préparation optimale, mais sans doute aveuglé par le Soleil qui a retardé le début du match, les Nantais ont été dominés par les Costarmoricains. L'équipe ligérienne concède une lourde défaite en Bretagne sur le score de 8 à 2, en effet Ploufragan se méfie du match retour qui se joue à l'extérieur.
Malgré ce lourd handicap de six buts à rattraper, l'entraineur nantais affirme que « même si notre chance d'accéder à la nationale 1 est toute petite, nous allons nous battre et dans tous les cas jouer la victoire afin de clore cette saison en beauté ». L'équipe du Nantes et de Ploufragan se sont livrées un match engagé, qui a duré plus de deux heures, durant lequel cinq joueurs ont été expulsés temporairement et trois autres définitivement. L'entraineur breton résume facilement la rencontre : « On n'a pas vu beaucoup de jeu. C'était un match particulièrement haché ».
Malgré la victoire de Nantes, c'est Ploufragan plus dominateur au match aller qui conserve sa place en Élite 1 pour la saison 2014-2015 en battant le Nantes ARH sur le score cumulé de 16 à 13. 

## Finales du championnat de France de Nationale 2
Les deux équipes qui ont largement dominé leur poule respective se rencontre dans deux matchs qui sont considérés comme une préparation pour le championnat de Nationale 1 de la saison prochaine. L'équipe de Plonéour reste invaincu dans sa poule, tandis que Biarritz commence à cumuler quelques faux pas depuis la deuxième partie du championnat. Les deux équipes ont l'expérience de cette compétition : Biarritz a été champion de France de Nationale 2 en 2009 tandis que les Bretons l'ont été deux saisons plus tard, en 2011.
La presse fait écho de rencontres ouvertes et incertaines risquant de dégager une certaine tension. Les joueurs, en récoltant huit cartons bleus, ne l'ont pas fait mentir.
Le premier match à Biarritz se termine sur une courte avance des locaux, qui sont parvenus à mettre deux buts de plus que leur adversaire. Le manque de rigueur de Biarritz permet aux joueurs de Plonéour de limiter l'écart à deux buts alors que l'écart maximal a été de quatre buts (6-1 à la 32e minute).
Lors du second match à Plonéour-Lanvern et dès la première mi-temps, les locaux sont parvenus à réduire l'avantage de deux buts pris par Biarritz et termine même à la pause avec un goal-average d'un but en leur faveur. Les Biarrots dont le capitaine est absent en raison d'une blessure, sont incapables de trouver le chemin du but des Bretons jusqu'au milieu de la seconde période. Malgré une remontée en marquant cinq buts, cela n'est pas suffisant pour rattraper l'écart que Plonéour a réalisé. Plonéour s'impose au goal-average d'un précieux but. Cela leur permet d'obtenir le titre de champion de France de Nationale 2 pour la seconde fois et d'espérer que leur seconde aventure en Nationale 1 durera plus d'une saison contrairement à 2012.